# Maledivische Fußballnationalmannschaft
Die maledivische Fußballnationalmannschaft (Dhivehi ދިވެހިރާއްޖޭ ގައުމީ ފުޓްބޯލް ޓީމް Dhivehiraajjey gaumee futboal teem) ist die Nationalmannschaft der Malediven, eines asiatischen Inselstaates, und wird von der Football Association of Maldives geführt. Sie gehört zu den erfolglosesten Mannschaften in Asien. Trotzdem ist Fußball der beliebteste Sport im Lande. Den Malediven ist es bisher noch nicht gelungen, sich für eine Fußball-Weltmeisterschaft oder die Fußball-Asienmeisterschaft zu qualifizieren. Die beste Platzierung in der FIFA-Weltrangliste war der 126. Platz, den das Team im Juli 2006 belegte. Die Malediven spielten seit der Aufnahme in die FIFA nur gegen asiatische Mannschaften. Erst einmal – am 13. Oktober 2004 gegen Vietnam – gelang ein Sieg gegen eine Mannschaft der Top-100 der FIFA-Weltrangliste. Alle anderen Siege wurden gegen Mannschaften auf Platz 111 bis 199 errungen.
Größte Erfolge der Mannschaft waren die Titelgewinne bei der Südasienmeisterschaft 2008 und 2018.

## Teilnahmen an Fußball-Weltmeisterschaften
- 1930 bis 1986 – nicht teilgenommen
- 1990 – zurückgetreten
- 1994 – nicht teilgenommen
- 1998 bis 2026 – nicht qualifiziert

Gegner in der Qualifikation für die WM 2018 waren in der zweiten Runde Bhutan, China, Hongkong und Katar. Bereits nach sechs Spielen bestand keine Chance mehr auf eine erfolgreiche Qualifikation.

## Asienmeisterschaft
- 1956 bis 1992 – nicht teilgenommen
- 1996 bis 2004 – nicht qualifiziert
- 2007 – nicht teilgenommen
- 2011 bis 2024 – nicht qualifiziert

## Südasienmeisterschaften
- 1993 bis 1995 – nicht teilgenommen
- 1997 – Zweiter
- 1999 – Dritter
- 2003 – Zweiter
- 2005 – Halbfinale
- 2008 – Südasienmeister
- 2009 – Zweiter
- 2011 – Halbfinale
- 2013 – Halbfinale
- 2015 – Halbfinale
- 2018 – Südasienmeister
- 2021 – Vorrunde
- 2023 – Vorrunde

## AFC Challenge Cup
- 2006 – nicht teilgenommen
- 2008 – nicht teilgenommen
- 2010 – nicht qualifiziert
- 2012 – Vorrunde
- 2014 – Dritter

## Rekordspieler
(Stand: 18. November 2024)
| Spiele | Spieler           | Zeitraum  | Tore |
| ------ | ----------------- | --------- | ---- |
| 110    | Imran Mohamed     | 2000–2016 | 0    |
| 98     | Ali Ashfaq        | 2003–     | 58   |
| 85     | Akram Abdul Ghani | 2007–     | 2    |
| 76     | Ali Fasir         | 2010–     | 15   |
| 75     | Mohamed Umair     | 2007–     | 9    |
| 72     | Ibrahim Fazeel    | 2000–2014 | 22   |
| 64     | Hamza Mohamed     | 2015–     | 7    |
| 63     | Assad Ali         | 2007–2018 | 3    |
| 57     | Mohamed Arif      | 2008–2018 | 1    |
| 53     | Shafiu Ahmed      | 2010–2017 | 0    |
| 53     | Assad Abdul Ghani | 2001–2013 | 1    |

### Rekordtorschützen
| Tore | Spieler            | Zeitraum  | Spiele |
| ---- | ------------------ | --------- | ------ |
| 58   | Ali Ashfaq         | 2003–     | 98     |
| 22   | Ibrahim Fazeel     | 2000–2014 | 72     |
| 15   | Ali Fasir          | 2010–     | 76     |
| 15   | Ahmed Thariq       | 2003–2013 | 34     |
| 12   | Ali Umar           | 1999–2015 | 45     |
| 11   | Naiz Hassan        | 2015–     | 47     |
| 10   | Mohamed Nizam      | 1997–2004 | 42     |
| 9    | Mohamed Umair      | 2007–     | 75     |
| 8    | Asadhulla Abdulla  | 2012–     | 44     |
| 7    | Adam Abdul Latheef | 1997–2002 | 20     |
| 7    | Hamza Mohamed      | 2015–     | 64     |

## Trainer
- Roy Aitken (1998)
- Jozef Jankech (2001–2003)
- Manuel Gomes (2004)
- Yordan Stoykov (2005–2007)
- Jozef Jankech (2007–2008)
- István Urbányi (2009–2010)
- Andrés Cruciani (2010–2011)
- István Urbányi (2011–2013)
- Drago Mamić (2014–2015)
- Welisar Popow (2015)
- Ismail Mahfooz (2015)
- Ricki Herbert (2015–2016)
- Darren Stewart (2016–2018)
- Petar Šegrt (2018–2019)
- Martin Koopman (2020–2021)
- Ali Suzain (2021)
- Francesco Moriero (2021–2023)
- Ali Suzain (seit 2023)